# Préamplificateur d'antenne UHF
Un Préamplificateur d'antenne UHF est un montage électronique permettant d'amplifier les signaux reçu par une antenne de réception de la bande UHF pour la télévision analogique et numérique terrestre. Ce préamplificateur a pour fonction essentielle de compenser les pertes dans les câbles de distribution d'un bâtiment.

## Techniques de base
L'illustration ci-contre, est celle d'un préamplificateur pour la bande V soit les canaux 39 à 69 utilisé par la télévision analogique et/ou numérique, comme à Mantes Maudétour-en-Vexin, diffuse en bande IV et V. 38num, 40num, 43num, 46num, 48num, 51num, 53 et 55 analogique, vers la province uniquement (pas l'Ile de France) et 58, 61 et 64 en analogique. Pour la Télévision numérique terrestre on emploie les mêmes préamplis, adaptés aux fréquences ou canaux reçus dans votre région d'utilisation. Un préampli dit de bande UHF sélectif ou non, allant donc du canal 21 (470 MHz) ou canal 69 (860 MHz), ou par sélection de fréquence, par exemple à ce jour[Quand ?] Paris tour Eiffel diffuse en canaux adjacents l'analogique et le numérique : canaux analogiques 22=FR2, 25=TF1, 28=FR3, 30=FR5, 33=M6 et en Numérique, 21, 23, 24, 27, 29, 32 et 35. Sachant que sur un canal numérique il y a plusieurs chaines diffusées simultanément, c'est un des avantages du numérique, mais il y en a d'autres.  
On remarque notamment sur l'illustration le potentiomètre de réglage de gain. Au-dessus de l'entrée, on distingue le transistor décisif, puisque c'est lui qui va extraire au mieux le signal du bruit, c'est-à-dire purifier le signal. Le second (voire troisième) étage d'amplification doit principalement être compatible avec le meilleur niveau de sortie possible, son facteur de bruit devenant secondaire ou presque. On veille en DVB-T, que le gain d'amplification soit le plus linéaire possible (plat), sans creux, ni bosse, c'est-à-dire que la différence est maintenue dans une amplitude de gain qui doit être inférieur à +/- 1.5 dB sur la bande considérée. Une amplification de l'ordre de 15 à 20 dB, exceptionnellement 25 dB, est en général bien suffisante, d'ailleurs il est vivement recommandé de s'en tenir là en télévision numérique. Un préamplificateur UHF fonctionne avec des tensions électriques préétablies, se situant entre 5 et 24 V continus.

Depuis fin juin 2019 le réseau numérique TNT UHF n'utilise plus que les canaux 21 à 48 soit dans des fréquences comprises entre 470 et 694 Mhz. Il y a donc lieu de choisir un préamplificateur à mêmes caractéristiques, néo-spectre TV, avec protection contre les perturbations causées par la LTE, 4G et 5G (2020), par la présence d'un filtre intégré réjectant les fréquences supérieures à 700 Mhz. À défaut un filtre pour bande passante 470/694 ou 5/694 Mhz peut être installé en amont de la préamplification. 

En résumé les préamplis de mât  c21 à c48 avec filtre de protection contre la LTE, dès 700 Mhz et possédant un réglage du gain d'amplification (ajustable entre 10 ou 15 à 35 dB, voire 38 dB) et un niveau de sortie égal ou supérieur à 100 dBµV, sont préférables.           

## Installation et montage
L'entrée du préamplificateur dit de mât doit être reliée à la sortie du boîtier-dipôle (antenne) par une liaison primaire coaxiale la plus courte possible, en employant du câble à très faible perte (par exemple inférieure à 2 dB/10 m à 860 MHz) ainsi qu'à fort facteur de recouvrement, ou blindage (par exemple 17 Vatc/Patc). Donc pour éloignement standard de 5 m (comme pour un grenier), la perte est limitée puisqu'elle s'élève seulement à 0,5 dB à 500 MHz et 0,9 dB à 900 MHz, pour les meilleurs des coaxiaux. En sortie du préamplificateur, les caractéristiques du câble sont un peu moins importantes, jusqu'à 3 dB/10 m à 860 MHz. 
Avec une antenne équipée d'un préamplificateur incorporé (ou intégré), ces remarques d'affaiblissement primaire sont sans objet.

## Contraintes
Le choix d'un pré/ampli dans un boîtier métallique blindé avec connecteurs « F » est préférable, il est donc toujours en tête de l'installation, acceptable, sous certaines conditions, au grenier, donc jamais à côté du téléviseur ! En revanche son alimentation peut se trouver à ce niveau, sauf lorsque la descente d'antenne est de type partagée (dé/couplage 45-860/950-2 150 MHz) avec une installation satellite, conflit de tension. 
On veille aussi à ne pas envoyer la tension d'alimentation directement sur le dipôle d'antenne, ce qui peut se produire en présence d'un coupleur, à 2 entrées UHF+VHF par exemple, laissant remonter le 12/24 v sur l'antenne non-amplifiée. Si le coupleur bloque le passage électrique, prévoir une bobine d'arrêt HF (self) pontant l'entrée utile (par exemple : UHF) vers la sortie combinée, de VHF à UHF. 
Toutefois, l'usage d'un préamplificateur dans en champ local parasite fort peut provoquer sa saturation, dysfonctionnements divers en analogique et en numérique (augmentation du TEB ou BER) sur les signaux utiles.
Pour les réceptions délicates (champ très faible, mais propre), le préamplificateur est toujours précédé d'une antenne présentant la meilleure température de bruit ; l'un ne va pas sans l'autre. La température de bruit dépend directement du gain, donc du nombre d'éléments (plus il y a d'éléments plus le gain est élevé), de la directivité et donc de la surface de l'aérien. Le gain d'une antenne UHF est maximal (17.5 dBd - 19.5 dBi) et optimum sur les canaux hauts de la bande, souvent entre (environ) le canal 50 et le 60, pour une antenne canaux 21 à 69. Pour les canaux 21 à 39, il existe des antennes optimisées sur cette bande IV. La forme des éléments (tige X >< etc) et de l'antenne n'a pas d'importance, trinappe, développement axial, vertical ou horizontal. 
En conclusion ces deux bruits vont s'ajouter, après il n'y a plus rien à faire, si ce n'est de conserver la qualité originelle. Certaines idées reçues ayant la vie dure, on précise bien que l'augmentation du gain d'amplification, 40, 50 dB... (cascade), ne sert strictement à rien, si ce n'est à bénéficier d'une puissance de signal plus élevée, puisque le plus important, la qualité du signal (BER), est définitivement figée au niveau du premier étage (transistor d'entrée) de l'amplification.
De plus, dans une installation individuelle standard comme un pavillon, la longueur coaxiale n'excédant pas les 15/20 m, on ne perd finalement que 5 à 6 dB, avec les références de câbles précitées.

## Cascadage
Le montage en cascade (préampli + ampli) est parfois nécessaire, utile lorsque le préamplificateur ne produit que 13 dB, ce qui peut être insuffisant si le niveau de sortie effectif est trop bas pour des pertes de distribution trop importantes. Il faudra veiller à ce que le passage de la composante électrique, 12, 18 ou 24 volts en courant continu selon, depuis l'alimentation distante soit assuré en insérant, par exemple, un extracteur de courant en aval de l'amplificateur, un injecteur de courant en amont de l'amplificateur, puis en reliant les deux. On peut aussi mettre l'alimentation du préamplificateur en amont de l'amplificateur, ce dernier étant soit avec son alimentation incorporée soit séparée ou distant. Certains amplificateurs acceptent un pontage HF adapté entre la sortie et l'entrée, d'autres sont prévus d'origine pour le transit en courant continu.
Attention au respect des règles basiques : vérifiez les niveaux et utilisez des moyens adaptés (compatibilité niveaux entrée/sortie), monter des pré/amplis acceptant une même tension (partagée) et surtout une polarité identique (Courant + sur l'âme).
Vous pouvez aussi employer la tension +5 volts généralement disponible sur la sortie antenne des adaptateurs TNT pour alimenter le préampli, sous réserve que celui-ci fonctionne avec une tension compatible. Attention à ne pas sélectionner dans le menu « alimentation » si pas de préampli, risque de panne.

## Performances
La performance produite dépend uniquement du facteur de bruit du premier transistor qui ne doit pas excéder une fois inséré dans le circuit d'adaptation, les 2 dB. Il existe des nouveaux préamplis dotés d'un transistor employant la technologie dite pseudomorphique qui permettent un bruit minimal de 1 décibel en UHF, voire de 0,4 dB. Il en résulte une diminution significative de nombre d'erreurs en DVB-T par rapport à un signal numérisé sans traitement. 
Ces transistors sont en plus capables de supporter des niveaux de sorties de l'ordre de 10 dB supérieurs aux classiques, mais ils peuvent consommer 80 mA. Leur gain approche les 25 dB, ca suffit largement. Si le gain est trop important, on court au contraire le risque de voir apparaître le phénomène d'intermodulation, c'est-à-dire la création de signaux parasites qui pourront perturber certains canaux. Voir intermodulation.
En numérique, la purification donnée par taux d'erreurs binaire s'améliore de l'ordre de 10 % en général ou est au moins préservé, mais dans certaines configurations, il peut à l'inverse se dégrader (voir résultats in situ et équipement). 
Cette capacité d'amélioration est donnée pour indication, car tout dépend du facteur de bruit du tuner 2.5, 3 ou 4 dB de l'adaptateur. Il est entendu que si ce dernier est déjà bas et si on utilise un préampli à facteur de bruit identique, aucune amélioration théorique n'est attendue, pire si le facteur de bruit du préampli est supérieur au bruit du tuner, c'est de la dégradation qu'il en résultera... "le remède est pire que le mal".